# ナンシー・マイヤーズ
ナンシー・ジェーン・マイヤーズ（Nancy Jane Meyers、1949年12月8日 - ）は、アメリカ合衆国の映画監督、プロデューサー、脚本家。

## 来歴
ペンシルベニア州出身。父親は投票機メーカーの幹部、母親はインテリアデザイナー。二人姉妹の妹としてドレクセル・ヒル地区のユダヤ人家庭で育った。1970年、アメリカン大学でジャーナリズムの学位を取得した。
1980年公開の『プライベート・ベンジャミン』でアカデミー脚本賞にノミネートされ、全米脚本家組合賞を受賞した。1998年に『ファミリー・ゲーム/双子の天使』で映画監督デビュー。2000年公開の『ハート・オブ・ウーマン』が全米で1億8000万ドルを、2003年公開の『恋愛適齢期』が1億ドルを超える大ヒットとなった。
私生活では1980年に映画監督のチャールズ・シャイアと結婚。二人の娘が誕生したが、1999年から別居している。
シャイアとの娘ハリー・マイヤーズ＝シャイアは、2017年に『ホーム・アゲイン』で、監督・脚本を担当した。
2022年4月、Netflixはマイヤーズが脚本・監督・製作を手がける新作コメディ映画の制作を発表した。2023年3月、この映画は仮題『Paris Paramount』であり、マイヤーズが要求した1億5000万ドルという高額な制作費をNetflixが承認せず企画は頓挫したことが報じられた。数日後、ワーナー・ブラザース・ピクチャーズがこの企画の獲得に向けて交渉に入っており、もし合意に至れば、同年の夏には制作が始まっていた可能性もあったことが報じられた。

## 主な作品

### 監督
- ファミリー・ゲーム/双子の天使 The Parent Trap (1998) 脚本
- ハート・オブ・ウーマン What Women Want (2000) 脚本
- 恋愛適齢期 Something's Gotta Give (2003) 脚本
- ホリデイ The Holiday (2006) 脚本
- 恋するベーカリー It's Complicated (2009) 製作・脚本
- マイ・インターン The Intern (2015) 製作・脚本
- en:Father of the Bride Part 3(ish)(2020年) 監督・脚本 ※花嫁のパパの続編に当たる短編映画

### その他
- プライベート・ベンジャミン Private Benjamin (1980) 製作・脚本
- ペーパー・ファミリー Irreconcilable Differences (1984) 製作総指揮・脚本
- 赤ちゃんはトップレディがお好き Baby Boom (1987) 製作・脚本
- 花嫁のパパ Father of the Bride (1991) 製作・脚本
- モンテカルロ殺人事件 Once Upon a Crime... (1993) 脚本
- アイ・ラブ・トラブル I Love Trouble (1994) 製作・脚本
- 花嫁のパパ2 Father of the Bride Part II (1995) 製作・脚本
- マリー・アントワネットの首飾り The Affair of the Necklace (2001) 製作総指揮（クレジット表記なし）
- ホーム・アゲイン Home Again (2017) 製作